# Harriet Tubman
Harriet Tubman (Dorchester megye, 1822. március 6. – Auburn, 1913. március 10.) amerikai abolicionista. „Népe Mózesének”, „Fekete Mózesnek” is nevezték, az amerikai polgárháború előtt sok rabszolgának segített a szökésben, a Földalatti Vasút egyik leghíresebb kalauza volt. A polgárháborúban kémként, szakácsnőként és ápolónőként szolgált.

## Élete
Valószínűleg 1822 tavaszán született (a pontos dátum ismeretlen) Edward Brodess rabszolgájaként, Araminta Ross néven. Hatéves korától különböző gazdáknak adták bérbe, ahol rendkívül durva és embertelen bánásmódban volt része, egy alkalommal olyan súlyos fejsérülést szenvedett, hogy egész hátralevő életében visszatérő epilepsziás rohamai voltak. A Harriet nevet csak felnőttkorában vette fel, valószínűleg édesanyja iránti tiszteletből. 1844-ben feleségül ment John Tubmanhez, egy szabad feketéhez.
1849-ben meghalt a gazdája, annak felesége pedig, aki nyolc gyermekkel maradt egyedül, férje adósságainak kifizetéséhez úgy döntött, hogy eladja a család néhány rabszolgáját. Harriet Tubman – attól való félelmében, hogy eladják Alsó-Délre – 1849 őszén megszökött és északra ment. Útközben kvékerek és a „Földalatti Vasút” (Underground Railroad) nevű szervezet más tagjai segítették. Férje nem követte, ettől kezdve külön éltek (John Tubman 1867-ben egy országúti verekedésben életét vesztette).
Harriet több mint húsz év rabszolgaság és szenvedés után szabad volt, de mégsem volt boldog.
"Átléptem a határt. Szabad voltam, de nem volt senki, aki üdvözöljön a szabadság földjén. Idegen voltam, egy idegen földön és mindennek ellenére az otthonom még mindig Maryland volt, hisz az apám, az anyám, a testvéreim és barátaim mind ott voltak. Szabad voltam és nekik is szabadnak kellett volna lenniük."
Szabadságát és életét kockáztatva Harriet többször is visszament délre és minden utazásakor újabb és újabb családtagjait szabadította fel. Rabszolgaszöktető útjaival miután egész családja szabad volt sem hagyott fel. A Földalatti Vasút kalauzaként körülbelül 300 rabszolgát szabadított fel és útjai során egyetlen utasát sem veszítette el. Hősies tetteiért "Népe Mózesének", "Fekete Mózesnek" is nevezik.
Később a polgárháború idején Észak oldalán állt. Eleinte szakácsnőként és ápolóként szolgált, majd később a déli rabszolgatartókon kémkedett az északiaknak. Nem csupán információkat szolgált a déliekről, de később ő lett az első amerikai nő, aki fegyveres támadást vezetett a polgárháborúban (Combahee Folyami Rajtaütés). A Tubman által vezetett támadás sikeres volt és több, mint 750 rabszolgát szabadítottak fel a rajtaütés alatt.
Háborús szolgálatait nem ismerték el, ezért nem kapott érte fizetést. Végül tüdőgyulladásban halt meg 1913-ban.

## Emlékezete
2016 tavaszán az Egyesült Államok pénzügyminisztériuma bejelentette, hogy Tubman arcképe kerül a húszdolláros bankjegyre. Ezzel hazájában ő lesz az első afroamerikai nő, akinek arcképe bankjegyen megjelenik.